# Eriophora baotianmanensis
Eriophora baotianmanensis är en spindelart som först beskrevs av Hu, Wang och Wang 1991.  Eriophora baotianmanensis ingår i släktet Eriophora och familjen hjulspindlar. Inga underarter finns listade i Catalogue of Life.